# Nessum
Nessum es una tecnología de comunicación que se puede utilizar en una variedad de medios, incluidos cableados, inalámbricos y submarinos, utilizando frecuencias altas (bandas de kHz a MHz). Está estandarizado como IEEE P1901c.

## Resumen
Nessum tiene dos tipos de comunicación: cableada (Nessum WIRE) e inalámbrica (Nessum AIR).

### Comunicación cableada
Nessum WIRE se puede utilizar para varios tipos de líneas, como líneas eléctricas, líneas de par trenzado, líneas de cable coaxial y líneas telefónicas. El alcance de comunicación puede oscilar entre decenas de metros y varios kilómetros, según el caso de uso. Además, cuando se utiliza una función de retransmisión automática llamada multi-hop (ITU-T G.9905), es posible un máximo de 10 etapas de retransmisión. Con una velocidad física máxima de 1 Gbps y velocidades efectivas que van desde varios Mbps a varias decenas de Mbps, esta tecnología se utiliza para reducir los costos de construcción de redes utilizando líneas existentes, para aumentar la velocidad de las líneas de comunicación cableadas de baja velocidad, para complementar la comunicación inalámbrica donde no puede llegar y para reducir el número de líneas en los equipos.

### Comunicación inalámbrica
Comunicación inalámbrica de corto alcance llamada Nessum AIR. Utiliza comunicación de campo magnético en el corto alcance, y la distancia de comunicación se puede controlar en el rango de unos pocos centímetros a 100 centímetros. La velocidad física máxima es de 1 Gbps, con una velocidad efectiva de 100 Mbps.

## Resumen técnico

### Capa física (PHY)
La capa física utiliza Wavelet OFDM (Wavelet Orthogonal Frequency Division Multiplexing). Si bien se requiere un intervalo de guardia en los sistemas OFDM normales, el sistema Wavelet OFDM elimina el intervalo de guardia y aumenta la tasa de ocupación de la parte de datos, logrando así una alta eficiencia. Además, debido a la limitación de ancho de banda de cada subportadora, el nivel de lóbulos laterales se establece en bajo, lo que facilita la formación de muescas espectrales. Esto minimiza la interferencia con los sistemas existentes y permite un cumplimiento flexible de las regulaciones de utilización de la frecuencia. Además, se utiliza modulación de amplitud de pulso (PAM) para cada subportadora y el número óptimo de niveles multimodulación se establece de acuerdo con las condiciones de la ruta de transmisión, lo que mejora la eficiencia de transmisión. La banda de frecuencia utilizada se puede seleccionar entre patrones estandarizados.

### Capa de enlace de datos (MAC)
La capa de enlace de datos gestiona la calidad del servicio (QoS) y otras funciones de control mediante tramas de control "balizas" transmitidas periódicamente por el padre a todos los terminales de la red. Los métodos básicos de acceso al medio son Carrier-Sense Multiple Access with Collision Avoidance (CSMA/CA) y Dynamic Virtual Token Passing (DVTP), que asignan dinámicamente derechos de transmisión a los terminales de la red y evitan colisiones. El sistema utiliza un mecanismo de prevención de colisiones.

## Historia
Esta tecnología se basa en HD-PLC, un tipo de comunicación por línea eléctrica desarrollado por Panasonic a principios de la década de 2000. HD-PLC se desarrolló en ese momento para la transmisión de imágenes de TV de habitación a habitación, pero luego comenzó a utilizarse no solo para líneas eléctricas sino también para líneas coaxiales y líneas de par trenzado, e incluso para la comunicación inalámbrica. El nombre "comunicación por línea eléctrica" no coincidía con la realidad de la situación. En septiembre de 2023, Panasonic Holdings Corporation cambió el nombre de HD-PLC a Nessum. En octubre de 2023, la HD-PLC Alliance pasó a llamarse Nessum Alliance.